# مسجد سلمان
بنای سابق مسجد سلمان به دست حسین لرزاده در سال ۱۳۲۲ و در تهران، خیابان ۱۷ شهریور، بالاتر از میدان خراسان، حد فاصل کوچه‌های تشکری و فریدوند ساخته شده بود. این اثر در تاریخ ۳ خرداد ۱۳۸۶ با شمارهٔ ثبت ۱۹۱۶۹ به‌عنوان یکی از آثار ملی ایران به ثبت رسید اما تنها دو ماه بعد هیئت امنای آن بدون هماهنگی با سازمان میراث فرهنگی و گردشگری ایران و تنها با دریافت مجوز شهرداری تهران اقدام به تخریب و گودبرداری این مسجد کرد و مقدمات ساخت سازه‌ای دیگر به جای آن را گذاشت. سازمان میراث فرهنگی علیه هیئت امنا اقامه دعوی کرد. لازم به ذکر است که پیش از آن هم حمام سلمان که در نزدیکی همین مسجد بود تخریب شده بود.
این بنا اولین مسجدی بود که پس از تخریب حصار شرقی تهران و پر شدن خندق ناصری بر روی آن ساخته شده بود. بانی و واقف مسجد حاج محمد یخچالی اولنگ تهرانی از یخچال‌داران مشهور تهران قدیم بود.
بنایی که به دست حسین لرزاده ساخته شده بود، بدون گنبد و مناره بود و دارای تمام ارزش‌های معماری سنتی همراه با چهارتاقی‌هایی بود که نشان از دورهٔ ساسانی داشتند. سقف شبستان مسجد به‌صورت سه‌تاق کجاوه‌ای در کنار هم با تزئینات معرق کاشی و آجر در تاق بود و تاق وسط مسجد نیز بر چهار ستون قرار داشت. همچنین حیاط مسجد دارای یک پوشش مدرن شیشه‌ای با خرپایه‌های فلزی بود.